# Le Rozier
Le Rozier is een klein plaatsje en gemeente in het departement Lozère (regio Occitanie) in Zuid-Frankrijk. De plaats ligt in de Vallée de la Jonte aan het einde van de Gorges de la Jonte, in de Cevennen vlak bij het Nationaal Park Cevennen. Aan de overkant van de Jonte, in het departement Aveyron, ligt het buurdorp Peyreleau.
Le Rozier heeft een hoofdstraat met onder andere diverse winkels, toeristenbureau en eetgelegenheden. 
Het dorp is bereikbaar vanaf Millau via de D907 en de D996 en vanaf Meyrueis.
Le Rozier valt onder het arrondissement Florac.

## Bezienswaardigheden
- Le Rozier ligt aan de zuidelijke ingang van de Gorges du Tarn.
- Rots van Capluc (hoofd van het licht).
- Corniches van de Gorges de la Jonte onder andere de vaas van Sèvres.
- Muzebrug over de Tarn, halve brug, is weggeslagen bij de overstromingen in 1900.
- Romaanse kerk
- Kerk Notre-Dame des Champs in het nabijgelegen Mostuejouls

## Demografie
Onderstaande figuur toont het verloop van het inwonertal (bron: INSEE-tellingen).